# Koszmosz–185
Koszmosz–185 (oroszul: Космос–185) a szovjet ISZ (ASAT) elfogó vadászműhold első prototípusának tesztrepülése.

## Küldetés
Az első ASAT (oroszul: (ИС– истребитель-спутник) tesztfeladat végrehajtása. Mikrogravitációs környezetben a mikromotorok működését tesztelték. Helyzetének változtatása segítette a földi személyzetek felderítő, követő és a védelmi erők riasztásának gyakorlását.
Az anti-műholdas fegyverek (ASAT) célja, hogy ártalmatlanná tegyék vagy elpusztítsák a támadó feladattal készített katonai műholdakat.

## Jellemzői
Tervezte és építette az OKB–52 (ОКБ-52) [oroszul: Опытно-конструкторское бюро № 52] vállalat. Üzemeltetője a moszkvai Honvédelmi Minisztérium (oroszul: Министерство обороны – MO).
Megnevezései:  COSPAR: 1967-104A; SATCAT kódja: 3013.
1967. október 27-én a Bajkonuri űrrepülőtérről, az LC–90/13 (LC–Launch Complex) jelű indítóállványról egy Ciklon–2A (11K67) hordozórakétával állították alacsony Föld körüli pályára (LEO = Low-Earth Orbit). Ez volt a Ciklon–2A hordozórakéta első indítása. Az orbitális egység pályája 98,4 perces, 64 fokos hajlásszögű, elliptikus pálya-perigeuma 515 kilométer, apogeuma 587 kilométer volt.
Forgásstabilizált űreszköz. Henger alakú, hossza 10, átmérője 1,30 méter. Bruttó súlya 4000, hasznos tömege 1400 kilogramm. A sorozat felépítését, szerkezetét, alapvető fedélzeti rendszereit tekintve egységesített, szabványosított űreszköz. Telemetriai szolgálatát (adás/vétel) 4 antenna segítette. Az űreszköz egybe lett építve a hordozórakéta utolsó fokozatával. A hengeres rész elejére volt beépítve a gömbölyű formájú modul az irányító, a rávezető (célravezető) egység, a számítástechnikai, valamint az önvezérelt optikai rendszer, illetve a 300 kilogrammos robbanótöltet. A hengeres rész hátsó felében az energiaellátást egy mini nukleáris reaktor (JaEU) (oroszul: ядерная энерго-установка – ЯЭУ) biztosította. Hajtóművei ionmotorok (300 másodperces megbízható működés), segítve a stabilitást és a helyzetváltoztatást. Szolgálati ideje alatt ellenőrző célobjektum volt, valamint radar felderítő szolgálatot végzett.
1969. január 14-én 445 nap (1,22 év) szolgálati idő után  belépett a légkörbe és megsemmisült.